# Championnat de France de rink hockey 2023-2024
Navigation
Nationale 1 2022-2023 Nationale 1 2024-2025
Le championnat de France de rink hockey de Nationale 1 2023-2024 est une édition de la plus importante compétition de rink hockey en France qui se déroule du 7 octobre 2023 au 8 juin 2024. Organisé sous l'égide de la Fédération française de roller sports, le championnat est composé de douze équipes qui se rencontrent chacune deux fois, sous la forme de matchs aller-retour. Pour les équipes participantes, le championnat est entrecoupé par la coupe de France, ou par des compétitions internationales telles que la WS Europe Cup ou la Ligue européenne.

## Clubs engagés
| \| Nantes Roubaix Coutras Noisy-le-Grand La Roche-sur-Yon Lyon Mérignac Ploufragan Quévert Saint-Omer Saint-Sébastien Aix-les-Bains \| Localisation des clubs engagés dans le championnat. |
| Nantes Roubaix Coutras Noisy-le-Grand La Roche-sur-Yon Lyon Mérignac Ploufragan Quévert Saint-Omer Saint-Sébastien Aix-les-Bains                                                           |

Les dix premiers du championnat de Nationale 1 2022-2023 et les deux premières équipes du championnat de Nationale 2 de 2022-2023 participent à la compétition. Les deux dernières équipes de Nationale 1 de 2022-2023 sont reléguées en Nationale 2.
Le club du HR Aix-les-Bains est promu pour la quatrième fois de son histoire en première division.
| Club                | Classement 2022-2023 | Entraîneur              | Salle                                                |
| ------------------- | -------------------- | ----------------------- | ---------------------------------------------------- |
| SCRA Saint-Omer     | 1er                  | Fabien Savreux          | Salle du Brockus, Saint-Omer                         |
| HC Dinan-Quévert    | 2e                   | Miquel Sánchez          | Salle Némée, Dinan                                   |
| US Coutras          | 3e                   | Jérôme Lafourcade       | Patinoire Milou Ducourtioux, Coutras                 |
| CS Noisy-le-Grand   | 4e                   |                         | Gymnase des Yvris, Noisy-le-Grand                    |
| LV La Roche-sur-Yon | 5e                   | Marc Salicru            | Salle de l'Angelmière, La Roche-sur-Yon              |
| SPRS Ploufragan     | 6e                   | Sergio Alexandro Burgoa | Salle Glénan, Ploufragan                             |
| RHC Lyon            | 7e                   |                         | Halle de roller-skating de la Duchère, Lyon          |
| Nantes ARH          | 8e                   | Marc Baldris            | Salle du Croissant, Nantes                           |
| SA Mérignac         | 9e                   |                         | Roller Stadium, Mérignac                             |
| AL Saint-Sébastien  | 10e                  | Collégialité de joueurs | Gymnase de l'Ouche Quinet, Saint-Sébastien-sur-Loire |
| CP Roubaix          | 1er Nationale 2      | Jorge Luis Ulagnero     | Salle Michel Breistroff, Roubaix                     |
| HR Aix-les-Bains    | 2e Nationale 2       | Romain Padey            | Halle Marlioz, Aix-les-Bains                         |

## Pré-saison

### Transferts
Ploufragan, à la suite des départs de Julien Boulau et Benjamin Puentes, se renforce avec Mathieu Le Roux venant de Saint-Omer et Martin Montivero de Quévert. Le club perd également Xavier Solera qui part à destination de la Suisse à Diesbach, Julian Martinez à destination des Espagnols de Lleida. Quévert pallie ces départs avec des joueurs en provenance d'Espagne, avec Matias Baïeli du PAS Arcoy et Pau Pellicer du CP Areces,. La Roche-sur-Yon perd deux argentins, Walter Sisti, au profit de Ploufragan et Facundo Alminana allant compléter l'effectif de Quévert. La Vendéenne se tourne vers le Coutrillon Marc Podevano pour ses recrutements, ainsi que Manuel Mir, un espagnol venant de Montecchoi Precalino en Italie, Benjamin Puentes de Plougrafan. Duarte Delgado de la Roche-sur-Yon quitte le championnat Élite pour rejoindre le voisin du Poiré-sur-Vie venant d'être relégué en Nationale 2, Erwan Debrouver met un terme à sa carrière et les Vendéens perdent également Luis Miguel Mateus. Du côté Nantais, le club perd Pierre Quintin, Clarence Kingston, Benoît Loger, Adrien Podevin et Jaume Bartes, mais voit le retour de Thomas Bouchet. Saint-Omer voit les départs d'Omar Nedder et Ferran Mañé, mais parvient à recruter deux attaquants, un argentin évoluant au Portugal Pichu Balmaceda, et Pablo del Río en provenance de Vilafranca en Espagne. Saint-Omer parfait ses transferts avec l'espagnol Martin Rodriguez qui gardait les cages noiséennes la saison précédente.
Les clubs de Quévert et Saint-Sébastien voir un échange de gardien avec Martin Pedro Martinez partant de Quévert pour Saint-Sébastien, alors qu'Enzo Callewaert fait le chemin inverse. La Roche-sur-Yon parvient à convaincre le gardien Arnau Serra en provenance d'Espagne du HC Valls.

### Objectifs
Saint-Omer qui est parvenu lors de la saison passée à obtenir le doublé championnat et coupe nationale, et qui avait remporté la supercoupe de la saison précédente, espère pour la saison à venir remporter de nouveaux tous les titres,.
Après la saison 2021-2022 ayant connu le forfait général de Saint-Brieuc du fait de l'indisponibilité de sa salle, c'est au tour du voisin quévertois d'être privée de sa salle. Les conséquences sont moindre ne conduisant le club vice championnat de France en titre a un forfait des compétitions européennes, et non des compétitions nationales.
De même que La Roche-sur-Yon qui vise d'améliorer la cinquième place de la saison précédente, Ploufragan vise une présence dans les quatre premiers du championnat, ainsi qu'une demi-finale en coupe de France. Les lyonnais juste ambitionnent une place juste derrière en souhaitant sa présence dans les cinq premières place.

### Préparations
Saint-Omer reprend les entrainements à la mi août avec son nouveau préparateur physique, Laurent Béteau. Quévert attend le 24 août pour reprendre les entrainements avec en vue une rencontre quinze plus tard face à Mérignac. Cependant la rénovation de la salle Némée va conduire l'équipe à jouer les premières confrontations du championnat uniquement à l'extérieure. Du fait de l'indisponibilité de la salle, Quévert est également privé des compétitions européennes.
Avec quatre entrainements hebdomadaires, Ploufragan s'impose lors « Trophée Celtic Trophy Monique Chanu », tournoi de présaison. L'équipe organisatrice se classe ainsi devant celle de Quévert, Mérignac et Saint-Sébastien évoluant en Nationale 1, et Quintin puis Saint-Brieuc évoluant en division inférieure.
Les joueurs du promu roubaisien se sont entrainer individuellement pendant trois semaines pour préparer la saison.

## Saison

### Résumés des rencontres par journée

#### 1rejournée
Saint-Omer reçoit l'équipe de Coutras.

### Tableau synthétique des résultats
| Résultats (dom.\ext.)                                      | USC | HCQ | ALSS | LV  | RHC | SAM | NARH | CSNG | SPRS | HRAB | SCRA | CPR |
| US Coutras                                                 |     | 3-2 | 5-6  | 2-4 | 4-1 | -   | -    | -    | -    | -    | -    | -   |
| HC Dinan-Quévert                                           | -   |     | -    | -   | -   | 5-2 | -    | -    | -    | 4-3  | -    | 1-1 |
| AL Saint-Sébastien                                         | -   | -   |      | 2-7 | -   | 5-3 | -    | -    | -    | 9-0  | -    | 5-3 |
| LV La Roche-sur-Yon                                        | -   | -   | -    |     | -   | -   | 3-1  | -    | 2-2  | 10-2 | -    | 8-2 |
| RHC Lyon                                                   | -   | 3-3 | 6-5  | -   |     | -   | -    | 5-4  | -    | -    | -    | -   |
| SA Mérignac                                                | -   | -   | -    | -   | 2-5 |     | -    | 4-6  | -    | -    | 1-6  | -   |
| Nantes ARH                                                 | 1-6 | 3-6 | -    | -   | 2-4 | -   |      | 6-5  | -    | -    | -    | -   |
| CS Noisy-le-Grand                                          | -   | -   | -    | -   | -   | -   | -    |      | -    | 7-5  | 2-3  | -   |
| SPRS Ploufragan                                            | 3-1 | -   | 4-6  | -   | 7-4 | -   | -    | 6-4  |      | -    | -    | -   |
| HR Aix-les-Bains                                           | -   | -   | -    | -   | -   | 6-6 | 3-6  | -    | -    |      | 1-8  | -   |
| SCRA Saint-Omer                                            | 4-1 | -   | -    | 1-1 | -   | -   | -    | -    | 4-1  | -    |      | -   |
| CP Roubaix                                                 | -   | -   | -    | -   | -   | 3-3 | 2-1  | -    | 3-2  | -    | -    |     |
| - Victoire à domicile - Match nul - Victoire à l'extérieur |     |     |      |     |     |     |      |      |      |      |      |     |

### Classement de la saison
| Rang | Équipe              | Pts | J  | G  | N | P  | Bp  | Bc  | Diff |
| ---- | ------------------- | --- | -- | -- | - | -- | --- | --- | ---- |
| 1    | SCRA Saint-Omer T   | 60  | 22 | 19 | 3 | 0  | 111 | 40  | +71  |
| 2    | LV La Roche-sur-Yon | 50  | 22 | 15 | 6 | 2  | 100 | 49  | +51  |
| 3    | HC Dinan-Quévert    | 41  | 22 | 12 | 5 | 5  | 88  | 62  | +26  |
| 4    | SPRS Ploufragan     | 39  | 22 | 12 | 3 | 7  | 90  | 63  | +27  |
| 5    | US Coutras          | 39  | 22 | 12 | 3 | 7  | 85  | 66  | +19  |
| 6    | RHC Lyon            | 35  | 22 | 10 | 5 | 7  | 89  | 81  | +8   |
| 7    | CP Roubaix P        | 29  | 22 | 9  | 3 | 10 | 83  | 94  | -11  |
| 8    | AL Saint-Sébastien  | 28  | 22 | 9  | 1 | 12 | 88  | 106 | -18  |
| 9    | CS Noisy-le-Grand   | 20  | 22 | 6  | 2 | 14 | 91  | 100 | -9   |
| 10   | Nantes ARH          | 19  | 22 | 6  | 1 | 15 | 63  | 90  | -27  |
| 11   | SA Mérignac         | 16  | 22 | 3  | 7 | 12 | 69  | 88  | -19  |
| 12   | HR Aix-les-Bains P  | 1   | 22 | 0  | 1 | 21 | 44  | 162 | -118 |

|   | Champion et qualification en WSE Champions League |
|   | Qualification en WSE Champions League             |
|   | Qualification en WSE Cup                          |
|   | Qualification en WSE Trophy                       |
|   | Relégation en Nationale 2                         |
| T | Tenant du titre                                   |
| P | Promu                                             |
| C | Vainqueur de la Coupe de France 2024              |

| Clubs \ Journées    | 1  | 2  | 3  | 4  | 5  | 6  | 7  | 8  | 9  | 10 | 11 | 12 | 13 | 14 | 15 | 16 | 17 | 18 | 19 | 20 | 21 | 22 |
| ------------------- | -- | -- | -- | -- | -- | -- | -- | -- | -- | -- | -- | -- | -- | -- | -- | -- | -- | -- | -- | -- | -- | -- |
| HR Aix-les-Bains    | 12 | 12 | 12 | 11 | 11 | 12 | 12 | 12 | 12 | 12 |    |    |    |    |    |    |    |    |    |    |    | 12 |
| US Coutras          | 8  | 10 | 10 | 12 | 12 | 8  | 8  | 8  | 8  | 8  |    |    |    |    |    |    |    |    |    |    |    | 5  |
| RHC Lyon            | 10 | 7  | 4  | 6  | 2  | 3  | 2  | 3  | 5  | 6  |    |    |    |    |    |    |    |    |    |    |    | 6  |
| SA Mérignac         | 9  | 11 | 11 | 10 | 10 | 11 | 11 | 11 | 11 | 11 |    |    |    |    |    |    |    |    |    |    |    | 11 |
| Nantes ARH          | 6  | 2  | 6  | 8  | 8  | 10 | 9  | 9  | 10 | 10 |    |    |    |    |    |    |    |    |    |    |    | 10 |
| CS Noisy-le-Grand   | 7  | 9  | 8  | 9  | 9  | 9  | 10 | 10 | 9  | 9  |    |    |    |    |    |    |    |    |    |    |    | 9  |
| SPRS Ploufragan     | 3  | 4  | 2  | 4  | 7  | 7  | 6  | 7  | 7  | 7  |    |    |    |    |    |    |    |    |    |    |    | 4  |
| HC Quévert          | 4  | 5  | 3  | 5  | 5  | 5  | 7  | 6  | 3  | 3  |    |    |    |    |    |    |    |    |    |    |    | 3  |
| LV La Roche-sur-Yon | 2  | 3  | 7  | 3  | 4  | 2  | 3  | 2  | 2  | 2  |    |    |    |    |    |    |    |    |    |    |    | 2  |
| CP Roubaix          | 11 | 8  | 9  | 7  | 6  | 6  | 5  | 5  | 4  | 5  |    |    |    |    |    |    |    |    |    |    |    | 7  |
| SCRA Saint-Omer     | 5  | 1  | 1  | 1  | 1  | 1  | 1  | 1  | 1  | 1  |    |    |    |    |    |    |    |    |    |    |    | 1  |
| AL Saint-Sébastien  | 1  | 6  | 5  | 2  | 3  | 4  | 4  | 4  | 6  | 4  |    |    |    |    |    |    |    |    |    |    |    | 8  |

#### Feuilles de match
Les feuilles de match sont issues du site officiel de la Fédération française de roller sports : ffroller.fr. 
1. ↑  Rapport 63393 du 07/10/23 : Dinan-Quévert - Mérignac
2. ↑  Rapport 63394 du 07/10/23 : Nantes - Noisy-le-Grand
3. ↑  Rapport 63395 du 07/10/23 : Saint-Sébastien - Aix-les-Bains
4. ↑  Rapport 63396 du 07/10/23 : Ploufragan - Lyon
5. ↑  Rapport 63397 du 07/10/23 : La Roche-sur-Yon - Roubaix
6. ↑  Rapport 63398 du 07/10/23 : Saint-Omer - Coutras
7. ↑  du 14/10/23 : -
8. ↑  du 14/10/23 : -
9. ↑  du 14/10/23 : -
10. ↑  du 14/10/23 : -
11. ↑  du 14/10/23 : -
12. ↑  du 14/10/23 : -
13. ↑  du 21/10/23 : -
14. ↑  du 21/10/23 : -
15. ↑  du 21/10/23 : -
16. ↑  du 21/10/23 : -
17. ↑  du 21/10/23 : -
18. ↑  du 21/10/23 : -
19. ↑  du 28/10/23 : -
20. ↑  du 28/10/23 : -
21. ↑  du 28/10/23 : -
22. ↑  du 28/10/23 : -
23. ↑  du 28/10/23 : -
24. ↑  du 28/10/23 : -
25. ↑  Rapport 63417 du 04/11/23 : Noisy-le-Grand - Aix-les-Bains
26. ↑  Rapport 63418 du 04/11/23 : Mérignac - Lyon
27. ↑  Rapport 63419 du 04/11/23 : Dinan-Quévert - Roubaix
28. ↑  Rapport 63420 du 04/11/23 : Nantes - Coutras
29. ↑  Rapport 63421 du 04/11/23 : Saint-Sébastien - La Roche-sur-Yon
30. ↑  Rapport 63422 du 04/11/23 : Saint-Omer - Plougragan
31. ↑  du 11/11/23 : -
32. ↑  du 11/11/23 : -
33. ↑  du 11/11/23 : -
34. ↑  du 11/11/23 : -
35. ↑  du 11/11/23 : -
36. ↑  du 11/11/23 : -
37. ↑  du 25/11/23 : -
38. ↑  du 25/11/23 : -
39. ↑  du 25/11/23 : -
40. ↑  du 25/11/23 : -
41. ↑  du 25/11/23 : -
42. ↑  du 25/11/23 : -
43. ↑  du 02/12/23 : -
44. ↑  du 02/12/23 : -
45. ↑  du 02/12/23 : -
46. ↑  du 02/12/23 : -
47. ↑  du 02/12/23 : -
48. ↑  du 02/12/23 : -
49. ↑  du 09/12/23 : -
50. ↑  du 09/12/23 : -
51. ↑  du 09/12/23 : -
52. ↑  du 09/12/23 : -
53. ↑  du 09/12/23 : -
54. ↑  du 09/12/23 : -
55. ↑  du 13/01/24 : -
56. ↑  du 13/01/24 : -
57. ↑  du 13/01/24 : -
58. ↑  du 13/01/24 : -
59. ↑  du 13/01/24 : -
60. ↑  du 13/01/24 : -
61. ↑  du 03/02/24 : -
62. ↑  du 03/02/24 : -
63. ↑  du 03/02/24 : -
64. ↑  du 03/02/24 : -
65. ↑  du 03/02/24 : -
66. ↑  du 03/02/24 : -
67. ↑  du 27/02/24 : -
68. ↑  du 27/02/24 : -
69. ↑  du 27/02/24 : -
70. ↑  du 27/02/24 : -
71. ↑  du 27/02/24 : -
72. ↑  du 27/02/24 : -
73. ↑  du 24/02/24 : -
74. ↑  du 24/02/24 : -
75. ↑  du 24/02/24 : -
76. ↑  du 24/02/24 : -
77. ↑  du 24/02/24 : -
78. ↑  du 24/02/24 : -
79. ↑  du 09/03/24 : -
80. ↑  du 09/03/24 : -
81. ↑  du 09/03/24 : -
82. ↑  du 09/03/24 : -
83. ↑  du 09/03/24 : -
84. ↑  du 09/03/24 : -
85. ↑  du 06/04/24 : -
86. ↑  du 06/04/24 : -
87. ↑  du 06/04/24 : -
88. ↑  du 06/04/24 : -
89. ↑  du 06/04/24 : -
90. ↑  du 06/04/24 : -
91. ↑  du 13/04/24 : -
92. ↑  du 13/04/24 : -
93. ↑  du 13/04/24 : -
94. ↑  du 13/04/24 : -
95. ↑  du 13/04/24 : -
96. ↑  du 13/04/24 : -
97. ↑  du 20/04/24 : -
98. ↑  du 20/04/24 : -
99. ↑  du 20/04/24 : -
100. ↑  du 20/04/24 : -
101. ↑  du 20/04/24 : -
102. ↑  du 20/04/24 : -
103. ↑  du 27/04/24 : -
104. ↑  du 27/04/24 : -
105. ↑  du 27/04/24 : -
106. ↑  du 27/04/24 : -
107. ↑  du 27/04/24 : -
108. ↑  du 27/04/24 : -
109. ↑  du 11/05/24 : -
110. ↑  du 11/05/24 : -
111. ↑  du 11/05/24 : -
112. ↑  du 11/05/24 : -
113. ↑  du 11/05/24 : -
114. ↑  du 11/05/24 : -
115. ↑  du 25/05/24 : -
116. ↑  du 25/05/24 : -
117. ↑  du 25/05/24 : -
118. ↑  du 25/05/24 : -
119. ↑  du 25/05/24 : -
120. ↑  du 25/05/24 : -
121. ↑  du 01/06/24 : -
122. ↑  du 01/06/24 : -
123. ↑  du 01/06/24 : -
124. ↑  du 01/06/24 : -
125. ↑  du 01/06/24 : -
126. ↑  du 01/06/24 : -
127. ↑  du 08/06/24 : -
128. ↑  du 08/06/24 : -
129. ↑  du 08/06/24 : -
130. ↑  du 08/06/24 : -
131. ↑  du 08/06/24 : -
132. ↑  du 08/06/24 : -

#### Règlements de laFédération française de roller et skateboard
- FFRS, Règlement financier des compétitions - Saison 2021-2022, 2021, 22 p. (lire en ligne)

- FFRS, Rink Hockey - Règles du Jeu, 2021, 66 p. (lire en ligne)

- FFRS, Rink Hockey - Règlement Technique, 2021, 29 p. (lire en ligne)

- FFRS, Règlement Sportif Général - Dispositions particulières au Rink Hockey, 2021, 11 p. (lire en ligne)

- FFRS, Règlement particulier organisation des compétitions Rink Hockey, 2019, 24 p. (lire en ligne)